# Вайгач (ледокол, 1909)
«Вайга́ч» — российский и советский ледокольный пароход. Заложен в 1907 году в Санкт-Петербурге на Невском судостроительном заводе, спущен на воду в 1908 году, вступил в строй в 1909 году. Стоимость постройки обошлась казне в 600 тысяч рублей.
В 1910—1915 гг. ледоколы «Таймыр» и «Вайгач» — участники гидрографической экспедиции в Северном Ледовитом океане.
До 16 июля 1915 года числился транспортом и до 17 июля 1916 года входил в состав Балтийского флота. В 1914—1915 годах вместе с транспортом «Таймыр» первым из русских судов прошёл Северным морским путём из Владивостока в Архангельск. Участвовал в Первой мировой войне. 17 февраля 1918 года экипаж судна перешёл на сторону Советской власти. В сентябре 1918 года потерпел аварию в Енисейском заливе, ударившись о необозначенную на картах подводную гору, и затонул.

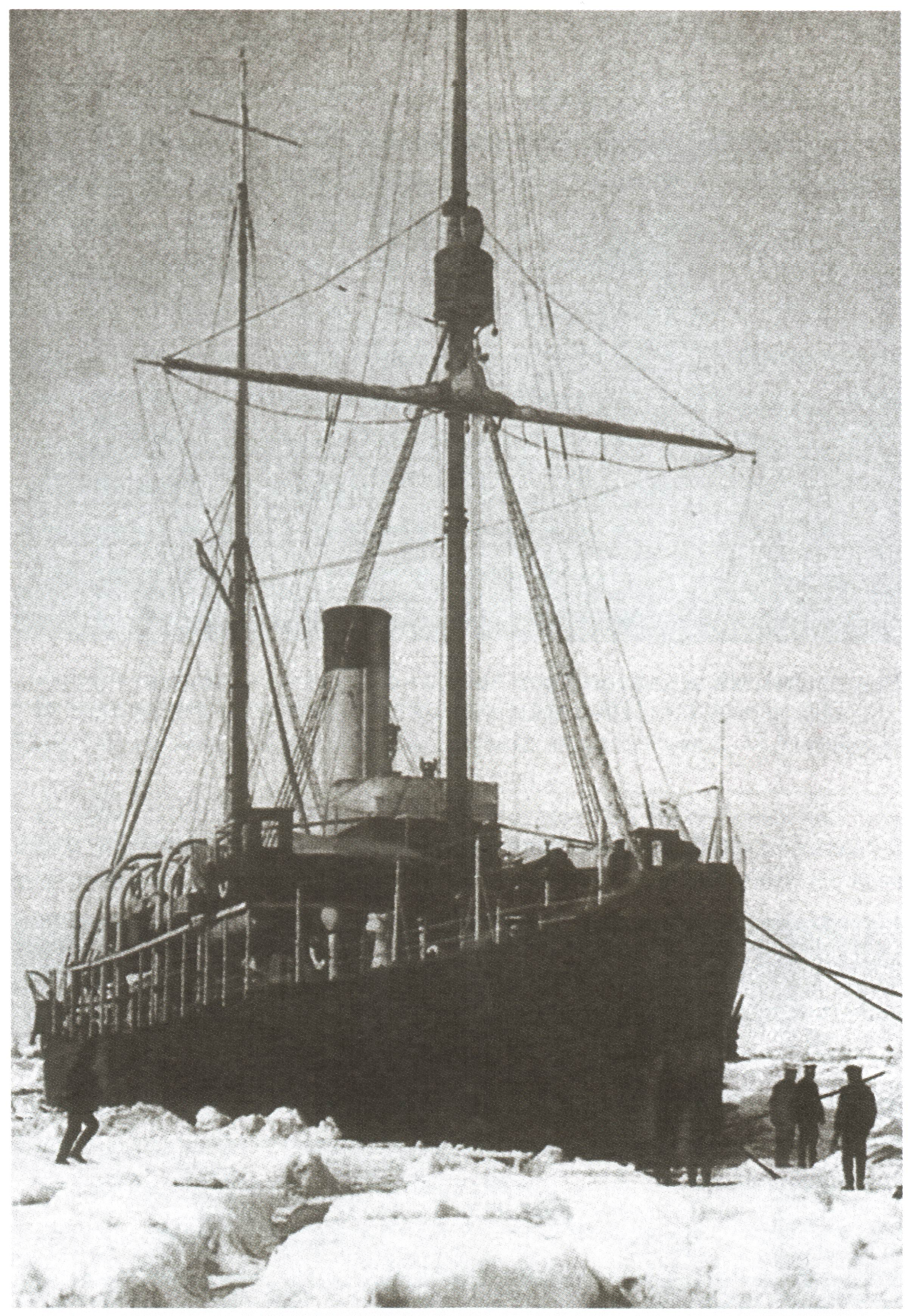
Ледокол «Вайгач», на котором А. В. Колчак через южные моря плавал в Арктику в 1909—1910 гг.

Водоизмещение — 1359 т, длина — 60 м, ширина — 11,9, осадка — 6,7 м. Двигатель — паровая машина тройного расширения — 1200 л. с., два цилиндрических котла. Скорость максимальная — 9 уз, скорость экономического хода — 7 уз. Дальность плавания экономическим ходом — 7700 миль.
Во время Первой мировой войны было вооружено: 4 — 75-мм, 2 — 37-мм орудиями, 2 пулемета.
(по данным справочника «Корабли и вспомогательные суда советского Военно-Морского Флота 1917—1927 гг.»/Под ред. С. С. Бережного).
«Биржевыя ведомости. Вечерний выпуск» 18 (05) апреля 1908 года:
Закладка двух ледоколов для полярной экспедиции.
Сегодня, в 1 час дня на Невском судостроительном заводе состоялась закладка двух ледоколов по типу ледокола «Ермак», предназначенных для полярной экспедиции, организуемой морским министерством.
После молебствия закладку совершил начальник главного гидрографического управления ген.-лейт. А. И. Вилькицкий, в присутствии других чинов морского министерства, командиров ледоколов капитанов Колчака и Матисена и высшей администрации завода.
Ледоколы предполагается закончить в предстоящем году.
Весной 1910 года суда прибыли во Владивосток, затем отправились в картографическую экспедицию к Берингову проливу и мысу Дежнёва, вернувшись к осени обратно во Владивосток. Колчак в этой экспедиции командовал ледоколом «Вайгач».
В честь судна получил своё название советский атомный ледокол «Вайгач».
В 2013 году ФГУП «Почта России» выпустило почтовый блок, посвящённый 100-летию открытия архипелага Северная Земля, с изображением «Вайгача».
Летом 2020 года в Карском море в районе мыса Ефремов Камень в устье Енисейского залива на глубине 27 метров обнаружен лежащий на дне корабль. Летом 2021 года в ходе новой экспедиции и обследования корпуса судна подводными аппаратами было установлено, что затонувшим кораблём является ледокольный пароход «Вайгач», затонувший в 1918 году.
Бухта Тайвай (море Лаптевых, остров Малый Таймыр) была названа по начальным слогам названий ледокольных пароходов «Таймыр» и «Вайгач», экипажами которых был открыт остров Малый Таймыр в 1913 году.